# Abietinaria elsaeoswaldae
Abietinaria elsaeoswaldae är en nässeldjursart som beskrevs av Eberhard Stechow 1923. Abietinaria elsaeoswaldae ingår i släktet Abietinaria och familjen Sertulariidae. Inga underarter finns listade i Catalogue of Life.